# NGC 6869
NGC 6869 (również PGC 63972 lub UGC 11506) – galaktyka soczewkowata (S0), znajdująca się w gwiazdozbiorze Smoka. Odkrył ją Lewis A. Swift 26 sierpnia 1884 roku.